# Wanica
Wanica est un district du Suriname. Sa capitale est la ville de Lelydorp.

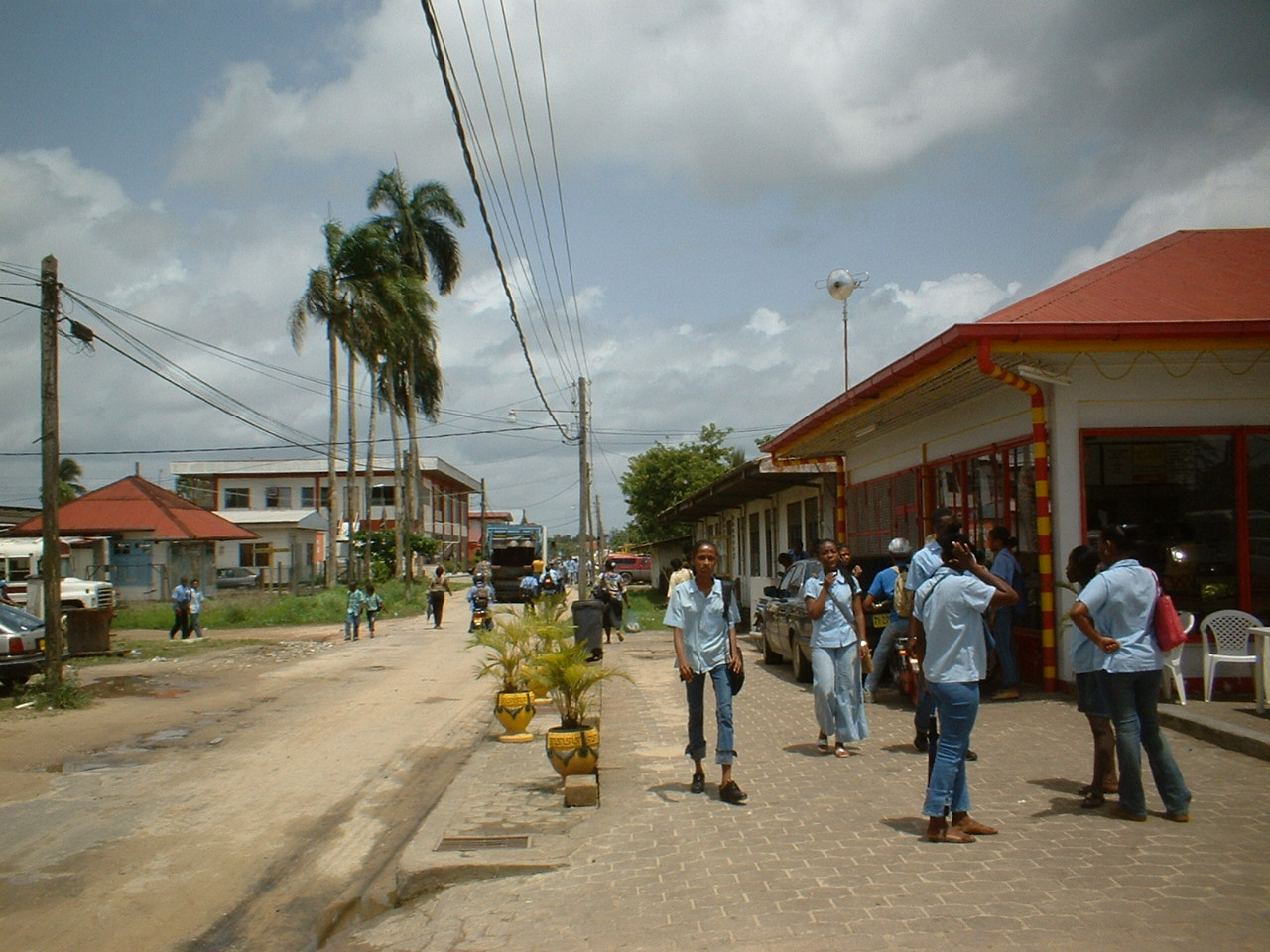
Lelydorp Center Photo réalisée par Hans van der Hek, 6 juin 2005

## Subdivisions
Le district est divisé en sept subdivisons administratives appelées ressorts :

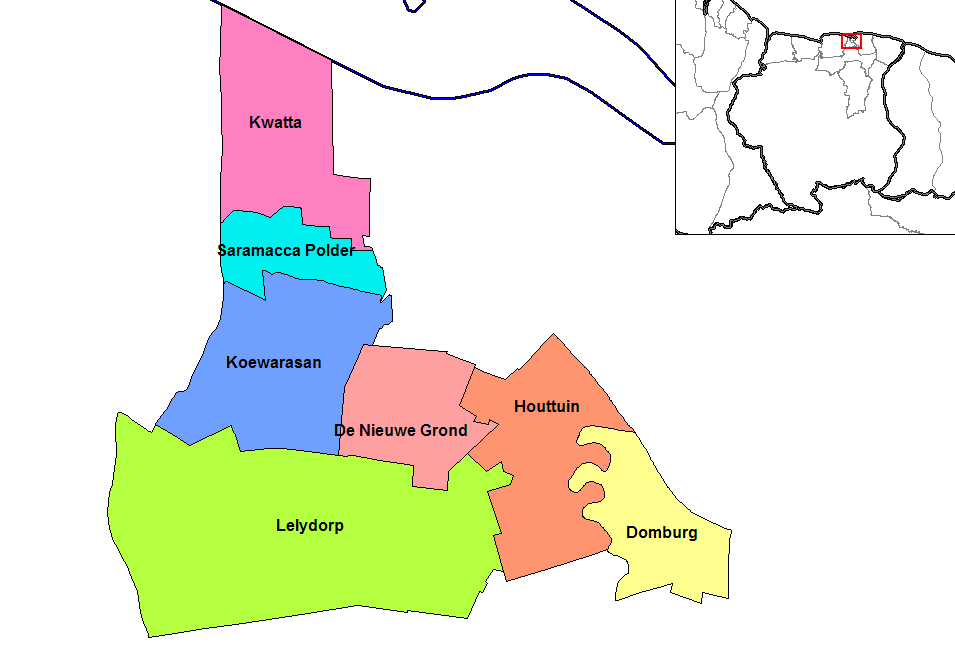
Les ressorts de Wanica.

- Die Nieuwe Grond ;
- Domburg ;
- Houttuin ;
- Koewarasan ;
- Kwatta ;
- Lelydorp ;
- Saramacca Polder.Les ressorts de Wanica.